# Tielman Susato
Tielman Susato (ook Tylman of Tielmann geschreven) (ca. 1510/15  – ca. 1570), was een (amateur-)componist, stadsspeelman en uitgever van muziekpartituren die actief was in Antwerpen.

## Leven en werk
Zijn geboorteplaats is onbekend (misschien Keulen). Omwille van zijn tot Susato gelatiniseerde familienaam denken sommige wetenschappers aan de plaats Soest in het Duitse Westfalen.
Uit zijn jeugdjaren is niet veel bekend, maar hij duikt op in verschillende Antwerpse archieven vanaf 1530, een periode waarin hij werkt als kalligraaf aan de kathedraal van Antwerpen, waar hij ook als muzikant actief was. Onder meer bazuin en fluit worden als bespeelde instrumenten vermeld. Rond 1543 begon hij in Antwerpen met wat waarschijnlijk de eerste gespecialiseerde muziekdrukkerij in de Lage Landen was. Tot dan was de druk van meerstemmige muziek voornamelijk een Italiaanse, Franse en Duitse aangelegenheid. Kort daarop begonnen ook Petrus Phalesius (eerst in Leuven), Jan Bellerus, Christoffel Plantijn en Jan de Laet meerstemmige muziek te drukken in Antwerpen en vanaf dan telden de Nederlanden internationaal mee in de muziekdrukkunst. Later begon Susato daar vermoedelijk ook met een handel in muziekinstrumenten. Zonder succes probeerde hij ook samenwerkingsverbanden met andere uitgevers aan te gaan.
Susato publiceerde verschillende bloemlezingen met werk (liederen, chansons, missen, motetten) van vooral Nederlandse polyfonisten als Josquin des Prez, Orlandus Lassus, Cypriano de Rore, Adriaan Willaert, Thomas Crecquillon en van de Franse componist Clement Janequin. Hij heeft ook zelf geestelijk en wereldlijk werk (waaronder Nederlandse liederen en eigen arrangementen van dansen) gecomponeerd. Zijn uitgaven verschijnen soms met opdracht aan vooraanstaande Antwerpenaren. Sommige uitgaven zijn gewijd aan één enkele componist (zoals Pierre de Manchicourt en Thomas Crecquillon), commercieel een riskante onderneming,
In 1561 zette zijn zoon de muziekuitgeverij voort, maar deze overleed zelf kort daarna, in 1564.
In 1551 publiceerde hij drie "musyck boexkens", waarvan de eerste twee samen 55 meerstemmige Nederlandstalige liederen op muziek van diverse componisten bevatten, waaronder hijzelf. Hij vermeldde erbij dat deze liederen zowel gezongen als door allerlei instrumenten gespeeld konden worden. Naast enkele anonieme stukken en liederen van hemzelf werden er ook werken opgenomen van de volgende componisten (in alfabetische volgorde en niet noodzakelijk in de spelling die in de bron is aangehouden):
- Benedictus Appenzeller
- Josquin Baston
- Antoine Barbe
- Jacobus Clemens non Papa
- Gheerkin de Hondt
- Lupus Hellinck
- Nicolas Liégeois
- Carolus Souliaert
- Johannes Ghiselin alias Verbonnet
- Joris Vinders

Het derde "musyck boexken" bestond echter uitsluitend uit "alderhande danserye", vermoedelijk door Susato zelf in een homofone stijl eenvoudig maar elegant vierstemmig gezet, onder meer allemandes en gaillardes, vaak gebaseerd op toentertijd populaire liederen uit het internationale repertoire.
In dezelfde serie "musyck boexkens" publiceerde hij ook vier bundels met driestemmige "Souterliedekens" van Jacobus Clemens non Papa (1556-1557) en gelijknamige vierstemmige "Souterliedekens" van Gerardus Mes, eveneens in vier delen (1561).
Voor harmonieorkesten bestaan meerdere bewerkingen uit de bovengenoemde liederen-bundels zoals Danserije 1551 bewerkt door Henk van Lijnschooten, de Renaissance Suite bewerkt door Hermann Egner en de The Battle Pavane bewerkt door Bob Margolis.